# Deva (divinité)
Pour les articles homonymes, voir Deva.

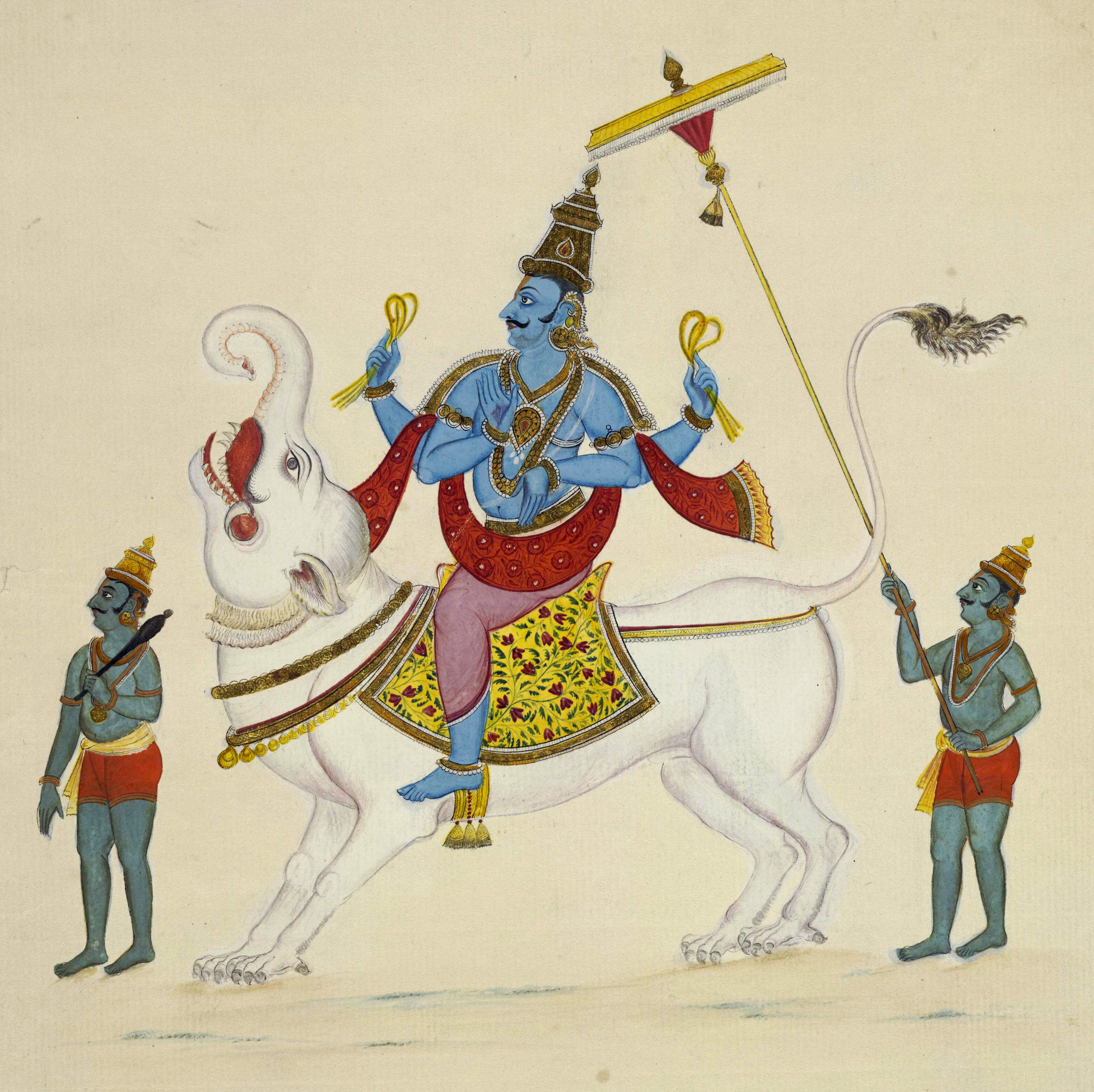
Varuna sur sa monture, un makara (peinture (gouache sur papier) de style Company Paintings (École de Tanjore ou de Trichinopoly), vers 1820)

Un deva ou déva (देव en devanāgarī) (pluriel: devata) désigne à l'origine dans la religion védique une puissance agissante qui se manifeste dans les phénomènes naturels et mentaux, qui n'est ni ontologique, ni personnelle, ni symbolique, ni surnaturelle (car la conception védique du monde s'apparente au monisme). Ce terme désignera par la suite un dieu dans l'hindouisme.
L'hindouisme utilise le mot deva comme un terme générique désignant les dieux, qu'il n'hésite pas à représenter par la statuaire et l'iconographie en tant que symboles, et que la bhakti  honore comme des personnes. Une déesse se nomme devî. Le bouddhisme lie la notion de deva à celle du karma.
Si deva est le terme hindou pour déité, devata se rapporte à un deva moins élevé dans la hiérarchie des dieux, et plus ciblé. Mais parfois le terme devata peut aussi signifier deva (pl: devatas, signifiant « les dieux »).

## Étymologie
Le mot dérive de la racine verbale div, qui signifie "briller, resplendir",. Il provient de l'étymon indo-européen *deiwos signifiant « dieu, divin », plus précisément « ceux du ciel diurne », apparenté au latin deus, à l'avestique daeva.

## Origine
La religion indo-européenne unit le naturel au politique par le symbolisme cosmique. Une de ses principales divisions est celle qui oppose les dieux *deywos « ceux du ciel diurne » aux démons habitants du ciel nocturne.

## Védisme
Le védisme primordial s'appuie sur l'intuition des anciens sages, les ṛṣis, qui se mettent à l'écoute śruti) de forces occultes. Ces puissances agissantes (en latin numina) se manifestent dans tous les phénomènes naturels et mentaux qui les entourent. Par l'octroi de noms (en latin nomina) à ces puissances complexes, les ṛṣis allument des énergies lumineuses (en latin lumina) qui brillent et reçoivent le nom de devas. Leur conception du monde s'apparente au monisme, les devas pour eux sont des manifestations brillantes de puissances cachées dans la nature du seul monde qu'ils connaissent, qu'ils ne conçoivent donc pas comme des pouvoirs « surnaturels ». Le nom qu'ils choisissent pour évoquer les devas sont des formes nominales de verbes exprimant les fonctions qu'ils remplissent dans l'ordonnance du monde. Ainsi Tratar, traduit par « protecteur », évoque la fonction simple d'un deva protecteur.
Les devas principaux du védisme exercent plus d'une fonction. Ces pouvoirs multifonctionnels prennent alors le nom de leur apparence, ainsi Agni (le feu) ou Soma (le jus ou suc) évoquent-ils chacun un faisceau de puissances agissantes plus large que les seuls pouvoirs de « brûler » pour le feu ou de « couler » pour l'élixir vital. Une formule peut évoquer des complexités nuancées de puissances agissantes, ainsi Agni tratar permet d'invoquer tous les pouvoirs ordinaires d’Agni, augmentés du pouvoir qui protège.
Les ṛṣis, par l'écoute intuitive des forces cachées, augmentées par la puissance évocative du nom de leurs fonctions, permettent aux devas d'agir comme de bons présages (cf. la locution latine  « nomen est omen (le nom est un présage) »). Ceci permet aux devas de manifester une brillante générosité dans les dons divers par lesquels ils renforcent les pouvoirs de l'homme ainsi éclairé. Vitahavya fils d’Aruna chante : « ô Agni ... donne-nous une large et glorieuse opulence, qui nous assure l'abondance, la renommée, et la puissance ». Agni ici n'est pas une personne, mais une puissance complexe et généreuse qui se manifeste, entre autres, dans le feu sacrificiel.
La puissance agissante nommée veda permet de « voir », dans l'abondance des faveurs et des dons reçus, l'évidence du vrai pouvoir exercé par les devas. Tel est le sens fondamental du Véda, dont la puissance sans limites est éternelle aux yeux des ṛṣis comme à ceux des brahmanes qui leur succèdent dans la société védique.
Le monde du Veda ignore, en ces temps lointains, toute ontologie, mais sa perception est très dynamique, les devas sont des forces au travail et non des symboles. Iconographie et statuaire, qui proliféreront dans l'hindouisme à venir, n'existent pas encore. Pas de temples de pierre non plus, le rite védique se célèbre au grand air, parmi les plantes, les animaux et les astres.
La Rig-Véda révèle l'existence de trente-trois devas, onze desquels habitent le ciel, onze demeurent sur la terre, et onze nagent dans l'eau. Les devas principaux du védisme sont : Indra, Soma, Agni, Varuna, Mitra, Aditi, Rudra, Vishnu, les ashvins, et bien d'autres (le terme visve devas signifie tous les devas et permet de se référer aux puissances non expressément nommées).
Les trente-trois devas sont :
- Les douze adityas (divinités personnifiées) : Mitra, Aryaman, Bhaga, Varuna, Daksha, Aṃśa, Tvāṣṭṛ, Pūṣan, Vivasvat, Savitr, Śakra, Vishnu[12]. Cette liste varie parfois dans les détails.
- Les onze rudras, dont cinq abstractions :  Ānanda (la béatitude), Vijñāna (la connaissance), Manas (la pensée), Prāṇa (le souffle ou la vie), Vāc (la parole) ;   cinq épithètes de Shiva :  Īśāna (le souverain), Tatpuruṣa (cette personne), Aghora (le non terrible), Vāmadeva (le dieu agréable), Sadyojāta (né en une seule fois) ;  et Ātman, le Soi.
- Les huit vasus (divinités des éléments matériels) : Pṛthivī (la Terre), Agni (le Feu), Antarikṣa (l'Atmosphère ou l'Espace), Vāyu(le Vent), Dyaus Pitar  (le Ciel), Sūrya (le Soleil), Nakshatra (les Étoiles), Soma (la Lune).
- Les deux aśvins, frères jumeaux nommés Nasatya et Dasra, médecins des dieux et de la médecine ayurvédique symbolisant également le lever du Soleil.

## Hindouisme
Dans l'hindouisme, les devas deviennent des personnages surnaturels qui peuvent être symbolisés par l'iconographie, et dont le nombre varie.
Dans la mythologie hindoue, les devas sont opposés aux asuras démoniaques. Les devas ne doivent pas être confondus avec Ishvara, le Seigneur suprême, ni avec le Brahman, la totalité.
Les mahâdevas, ou devas le plus souvent considérés comme primordiaux, sont Brahmâ, Vishnu et Shiva, qui forment ensemble la Trimûrti.

## Bouddhisme
Dans le bouddhisme les dieux, ou devas, sont aussi des êtres dotés de conditions de vie extrêmement favorables (longévité, puissance, jouissances, etc.) mais ils les ont acquises par leur mérites antérieurs. Toutefois s'ils épuisent leur karma personnel, ils se retrouvent dans la même situation que tous les êtres des six domaines d'existence et doivent encore renaître selon leurs mérites. Leur condition est à double tranchant puisque : 1) leurs facultés peuvent renforcer le sens de leur valeur personnelle et 2) la facilité de leur vie leur fait négliger des enjeux supérieurs. Orgueil et inconscience, ce sont là deux obstacles à la recherche de l'Éveil bouddhiste et à la génération de l'esprit d'Éveil (Bodhicitta). Toutefois des Bouddhas surviennent aussi dans le "domaine" divin, et certains devas, tels que Shiva, sont dits s'être "convertis". Ils peuvent être devenus Bodhisattvas, et c'est à cette condition seulement qu'on pourra leur accorder une quelconque dévotion.
Dans ce sens, la condition humaine est la plus favorable à l'Éveil, puisqu'elle se tient au juste milieu des conditions extrêmes d'aisance divine et d'accablement infernal. C'est pourquoi on dit que même les dieux doivent passer par la condition humaine pour accéder à la bouddhéité (bien que des exceptions soient remarquées).
D'autre part, le Bouddha historique, appelé Shakyamuni, ou les autres nombreux Bouddhas ne doivent pas être confondus avec des dieux immortels, au sens gréco-romain, ou à Dieu au sens biblique, ou encore à une sorte de Jésus à la fois homme et dieu. Ce sont avant tout des êtres qui ont entièrement conscientisé et actualisé leur nature ultime et essentielle, appelée pour cela Nature de Bouddha, que seul un Bouddha peut comprendre. Ce sont eux, ainsi que les Bodhisattvas, qui guident les autres êtres vers l'Éveil. Les Adi-Bouddhas, ou Bouddhas Primordiaux (Samantabhadra, Vajradhara, etc.) sont soit des personnifications de la nature ultime, soit des Bouddhas ne l'ayant jamais oubliée.
Selon le contexte et la nuance connotée, la Nature de Bouddha porte de multiples noms, Claire Lumière, Éveil, Dharmakaya, Tathagatagarbha, etc. qui tous sont l'équivalent d'un dieu ultime et impersonnel, semblable en cela au Brahman hindou. Si l'on considère son aspect extrinsèque, la Nature de Bouddha est également à rapprocher du Tao chinois, bien que les conceptions chinoise et bouddhiste du monde divergent — le Tao est le créateur, alors que pour le bouddhisme aucune création, a fortiori aucune auto-création, n'est à attribuer à une puissance divine individualisée —.
Finalement un certain consensus semble  s'établir pour appeler divinités les divers dieux ou dévas, et de réserver le terme déités aux Bouddhas et autres yidams servant de moyen d'accession à la bouddhéité.

## Jaïnisme
Le terme de deva existe dans le jaïnisme pour désigner un être habitant dans le paradis de la cosmographie jaïne. Dans cette religion le synonyme de deva serait: « âme libérée[réf. nécessaire] » ; cependant les mots de divinité ou d'être céleste peuvent être utilisés. Un deva est sorti du cercle du samsara. Le mot de dieu est aussi énoncé car les Tirthankaras sont considérés comme des devas; et ce du fait que les croyants les vénèrent énormément. Le concept de Dieu tel que dans les religions monothéistes n'est pas une valeur du jaïnisme. Afin de caractériser le terme deva, le concept de « saint » serait plus approprié pour les oreilles d'un Occidental ; ou alors un dieu comme dans le panthéon romain.